# Eyal Yanilov
Eyal Yanilov, né en 1959, est un instructeur israélien de krav-maga considéré comme l'un des plus grands experts de krav-maga dans le monde. Cofondateur de la fédération internationale de krav-maga en 1996 (avec Gabi Noah, Avi Moyal & Eli Benhami, tous élèves d'Imi Lichtenfeld), il en a été chef instructeur de 1996 à 2010. Il est également le fondateur de Krav-Maga Global (KMG).